# Aratu
L'Aratu è un fiume di 16 km che scorre a Fonni, in Sardegna.

## Corso del fiume
Nasce dal monte Bruncu Spina a 1829 m s.l.m. con il nome di rio Mattale.
Poi sfocia nel lago di Ponte Aratu.